# П'ятнадцятирічний план
П'ятнадцятирічний план — план економічного розвитку, запропонований міністром фінансів Євгеніушем Квятковським під час другої сесії Сейму 2 грудня 1938 року.
Перші положення п'ятнадцятирічного плану були розроблені в 1938 році, після завершення чотирирічного плану. П'ятнадцятирічний план передбачалося здійснити в 1939—1954 роках у п'ять етапів:
- Етап I: 1939—1942 рр. — розширення оборонного сектора,
- Етап II: 1942—1945 — розвиток транспорту: мережа доріг і залізниць, мережа мостів, автомобільна, залізнична та авіаційна промисловість,
- ІІІ етап: 1945—1948 рр. — розвиток сільського господарства: меліорація, розвиток сільської загальної та професійно-технічної освіти,
- Фази IV і V: 1948—1954 рр. — урбанізація та індустріалізація Польщі, нівелювання відмінностей у рівні життя в різних регіонах країни (стирування відмінностей між Польщею «А» і «Б»).

## Виноски
1. ↑  Monitor Polski, т. R.21, nr 277, 3 grudnia 1938 {{citation}}: Cite має пустий невідомий параметр: |inventor= (довідка)